# イグアナ下目
イグアナ下目（イグアナかもく、Iguania）は、爬虫綱有鱗目に属する下目。日本ではキノボリトカゲのみが自然に分布している。イグアナ亜目とする見解もある。

## 分布
アフリカ大陸、オーストラリア大陸、北アメリカ大陸、南アメリカ大陸、ユーラシア大陸、西インド諸島、インドネシア、ソロモン諸島、日本、パプアニューギニア、フィジー、マダガスカル

## 形態
最大全長200cmに達するグリーンイグアナから全長3cm程のヒメカメレオン属等、全長の幅は大きい。
頭部は比較的大型で、背面や尾には鬣状の鱗が発達する種もいる。喉には垂れた皮膚（咽喉垂、デュラップ）が発達する種が多い（オスで特に顕著）。

## 生態
森林、砂漠、岩場等の様々な環境に生息する。昼行性。地表棲もしくは樹上棲で、地面に穴を掘って巣穴にする種はいるものの主に地中で生活する種は少ない。デュラップを広げたり体色を変化させることで、縄張り争いのような個体間のコミュニケーションを取ることが多い。
食性は属、種により様々で昆虫類、両生類、爬虫類、小型哺乳類、草、葉、果実、種子等を食べる。
繁殖形態は卵生だけでなく卵胎生の属、種もいる。

## 下位分類
分類・和名は中井(2024)に従う。
イグアナ下目 Iguania
- アクロドンタ上科 (端生歯類) Acrodonta
  - アガマ科 Agamidae
  - カメレオン科 Chamaeleonidae
- プレウロドンタ上科 (両面歯類) Pleurodonta（旧イグアナ科）
  - バシリスク科 Corytophanidae
  - クビワトカゲ科 Crotaphytidae
  - アノールトカゲ科 Dactyloidae
  - トゲオトカゲ科 Hoplocercidae
  - イグアナ科 Iguanidae
  - ゼンマイトカゲ科 Leiocephalidae
  - スベイグアナ科 Leiosauridae
  - スベノドトカゲ科 Liolaemidae
  - ブキオトカゲ科 Opluridae
  - ツノトカゲ科 Phrynosomatidae
  - ハガクレトカゲ科 Polychrotidae
  - シンネッタイトカゲ科 Tropiduridae

## 画像

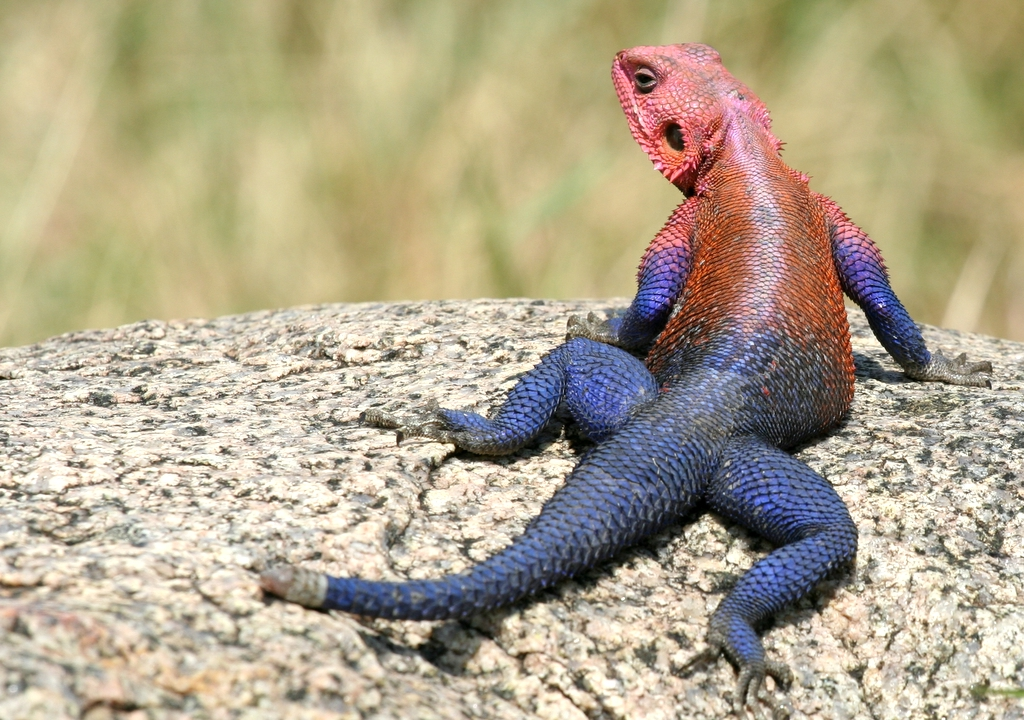
レインボーアガマ Agama agama
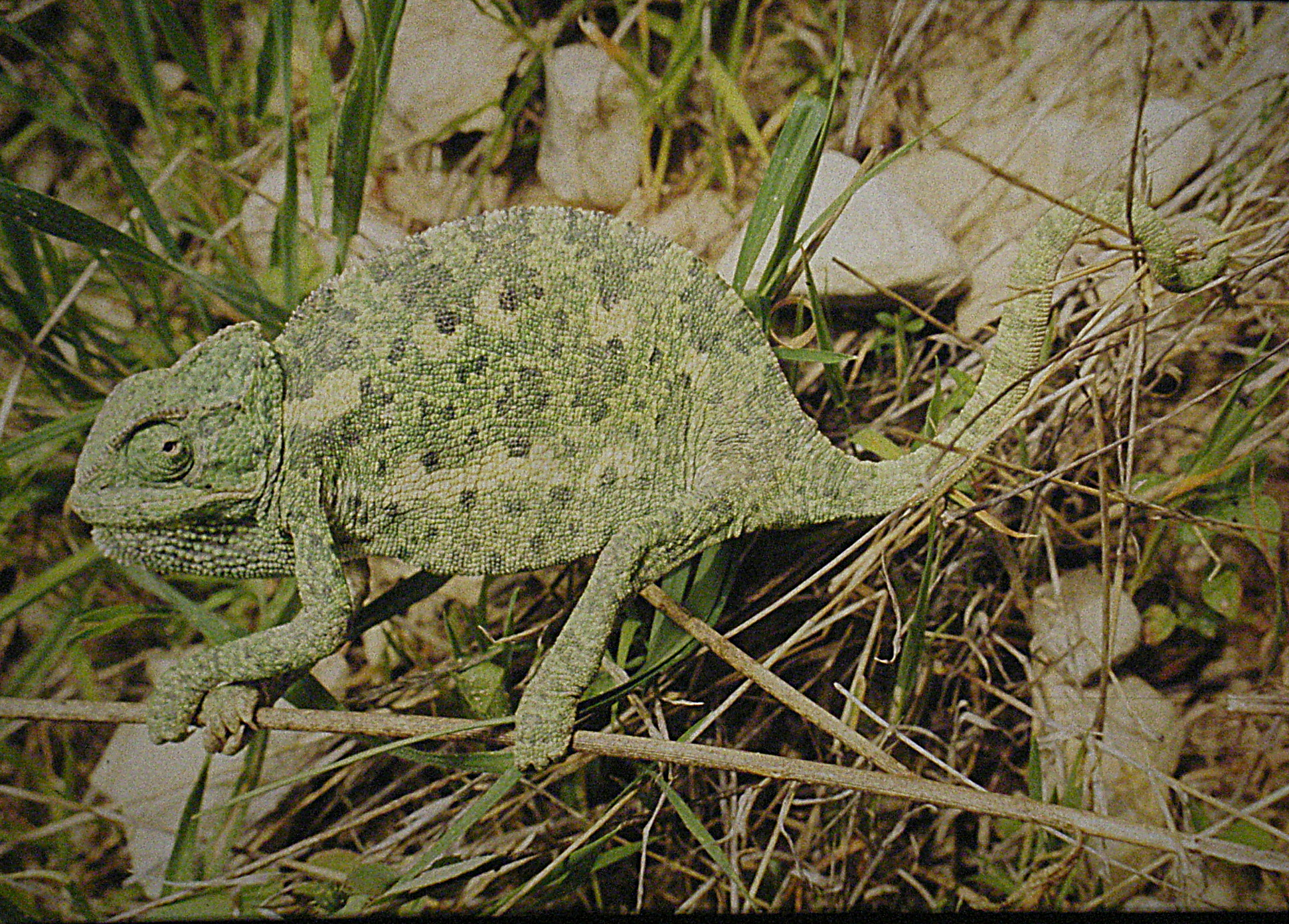
チチュウカイカメレオン Chamaeleo chamaeleon